# Сенин, Сергей Семёнович
Сергей Семёнович Сенин (6 сентября 1911, дер. Николаевка, Брянский уезд, Орловская губерния — 14 июля 1991, Москва) — советский военачальник, генерал-майор (1954).

## Начальная биография
Сергей Семёнович Сенин родился 6 сентября 1911 года в деревне Николаевка ныне Жуковского района Брянской области.

## Военная служба

### Довоенное время
21 сентября 1931 года был призван в РККА и направлен на учёбу в школу младших командиров при отдельном батальоне связи в составе 14-го стрелкового корпуса (Украинский военный округ), после окончания которой оставлен в школе младшим командиром.
25 октября 1932 года направлен на учёбу в Киевскую военную школу связи имени М. И. Калинина, после окончания которой в конце апреля 1936 года направлен в 20-й отдельный батальон ВНОС в составе ОКДВА, дислоцированный в Хабаровске, где служил на должностях командира взвода, начальника связи батальона и командира отдельной роты ВНОС.
23 ноября 1938 года С. С. Сенин направлен на учёбу в Военную академию имени М. В. Фрунзе, после окончания третьего курса которой в апреле 1941 года назначен помощником начальника 1-го отделения штаба 188-й стрелковой дивизии (Прибалтийский военный округ), к началу Великой Отечественной войны находившейся на границе и ведшей инженерные работы в районе ст. Кибартай.

### Великая Отечественная война
С началом войны 188-я стрелковая дивизия принимала участие в ходе приграничного сражения и затем отступала на каунасском, вильнюсском и псковском направлениях. В начале августа дивизия вела бои юго-восточнее города Холм, из-за чего войска противника остановлены на месяц на рубеже Наход — Каменка. С середины сентября вела оборонительные боевые действия в районе Валдая.
13 декабря капитан С. С. Сенин назначен на должность начальника 1-го отделения штаба 188-й стрелковой дивизии, которая в январе вела наступательные боевые действия по направлению на Старой Руссы, в результате чего отрезала демянскую группировку войск противника от баз снабжения.
12 марта 1942 года майор С. С. Сенин назначен на должность начальника штаба 188-й стрелковой дивизии, которая вскоре в течение года вела оборонительные боевые действия южнее Старой Руссы, а в феврале 1943 года участвовала в ходе Демянской наступательной операции с целью ликвидации Демянского выступа. В конце августа — начале сентября дивизия с Северо-Западного фронта была передислоцирована на Степной фронт, в составе которого в период с 17 сентября по 2 октября совершила марш ко Днепру и в течение 3—4 октября форсировала реку в районе Мишурин Рог, после чего вела боевые действия по расширению плацдарма, а с 15 октября вела наступление по направлению на Пятихатку и Кривой Рог.
С конца января 1944 года 188-я стрелковая дивизия участвовала в ходе в Никопольско-Криворожской, Березнеговато-Снигирёвской и Одесской наступательных операций. В ходе последней с 1 апреля полковник С. С. Сенин исполнял должность командира этой же дивизии, которая участвовала в ходе освобождения ст. Раздольная и г. Тирасполь, а затем после форсирования Днестра вела оборонительные боевые действия юго-западнее Бендер. После назначения нового командира дивизии полковник С. С. Сенин вернулся на прежнюю должность начальника штаба 188-й стрелковой дивизии.
С 20 августа 1944 года дивизия принимала участие в ходе Ясско-Кишинёвской наступательной операции, после которой ко 2 сентября сосредоточилась в районе Измаила, а 4 сентября дважды форсировала Дунай, после чего совершила марш по территории Румынии и 7 сентября сосредоточилась на румыно-болгарской границе в районе Четатя, откуда в период с 8 сентября передислоцировалась по территории Болгарии и к 25 октября сосредоточилась в районе Пилаузово — Джинот.
4 апреля 1945 года полковник С. С. Сенин назначен на должность начальника штаба 28-й гвардейской стрелковой дивизии.

### Послевоенная карьера
После окончания войны находился на прежней должности.
В феврале 1946 года направлен на учёбу в Высшей военной академии имени К. Е. Ворошилова, после окончания которой в апреле 1948 года назначен начальником штаба 13-го стрелкового корпуса (Закавказский военный округ), а в июне 1954 года — на должность начальника ПВО Закавказского военного округа.
В мае 1955 года генерал-майор С. С. Сенин направлен в командировку в КНДР, где служил заместителем главного военного советника и старшего советника начальника Генерального Штаба Корейской народной армии.
С июня 1957 года находился в распоряжении главкома Сухопутных войск и ГРУ Генштаба и 10 сентября того же года назначен на должность военного атташе при Посольстве СССР в Финляндии, в августе 1959 года — на должность заместителя начальника Организационно-штатного управления Главного штаба Сухопутных войск, а в апреле 1964 года — на должность начальника отдела организационного и укомплектования — заместителя начальника штаба Северной группы войск.
Генерал-майор Сергей Семёнович Сенин 27 августа 1969 года вышел в запас. 
Умер 14 июля 1991 года в Москве.

## Награды
- Два ордена Красного Знамени (30.04.1943, 13.06.1952);
- Орден Богдана Хмельницкого 2 степени (13.09.1944);
- Два ордена Отечественной войны I степени (11.01.1944, 1985);
- Два ордена Красной Звезды (14.02.1943, 30.04.1947);
- Медали.